# Ataque insurgente em Camp Bastion em 2012

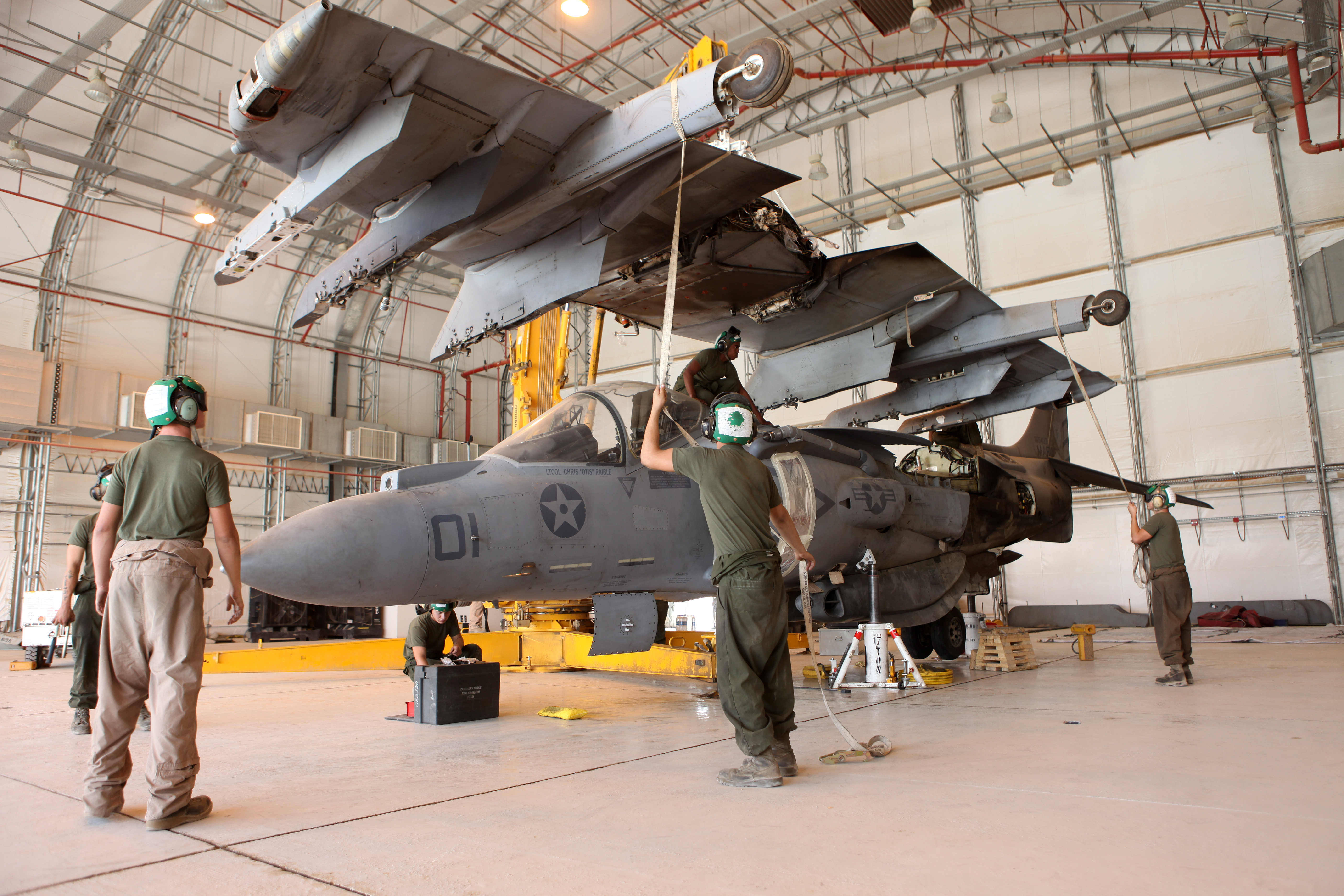
Marines do VMA-211 em Camp Bastion, duas semanas antes do ataque.

O ataque de setembro de 2012 à Camp Bastion foi um raide lançado por insurgentes talibãs a base britânica de Camp Bastion, na província afegã de Helmand, na noite de 14 de setembro de 2012.  A base abrigava militares britânicos, estadunidenses e tonganeses no momento do ataque. Os combatentes talibãs mataram dois fuzileiros navais estadunidenses e destruíram ou danificaram severamente oito Harriers AV-8B do Corpo de Fuzileiros Navais dos Estados Unidos antes que toda a força invasora fosse morta ou capturada. O Talibã alegou que a incursão ocorreu em represália ao filme Innocence of Muslims e também afirmou que o Príncipe Harry, que estava na base na época, era o alvo do ataque.  Para substituir as aeronaves perdidas no ataque, o Corpo de Fuzileiros Navais enviou 14 Harriers para o Afeganistão 36 horas após a incursão. 
O ataque foi descrito como "a pior perda de poder aéreo dos Estados Unidos em um único incidente desde a Guerra do Vietnã". 